# Carousel (група)
Карусел, изворно Carousel, летонска је инди поп група основана током 2015. године. Групу чини двојац Сабине Жуга као вокал и Марцис Васиљевскис као гитариста. Музичкој јавности у својој земљи постају познатији тек 2018. након учешћа на концерту Pasaka ziemā teilnahmen.
Почетком 2019. двојац је учествовао на летонском националном избору за Евросонг, где су и победили са ауторском песмом That Night, поставши тако јубиларним двадесетим представником Летоније на Песми Евровизије 2019. у Телавиву. На Евровизији се нису пласирали у финале. Били су 15. у другом полуфиналу са 50 бодова.

## Дискографија
синглови
- (2019)